# 斯韋德格羅夫鎮區 (明尼蘇達州米克縣)
斯韋德格羅夫鎮區（英語：Swede Grove Township）是位於美國明尼蘇達州米克縣的一個行政鎮區。

## 地方資料
斯韋德格羅夫鎮區的面積為91.96平方千米，當中陸地面積為90.22平方千米，而水域面積為1.74平方千米。根據2020年美國人口普查的數據，當地共有人口361人，而人口密度為每平方千米3.93人。